# 力信流
力信流（りきしんりゅう）は、官部嵯峨入道家光が開いた武術の流派。柔術、剣術、棒術を中心に、居合、小太刀術、縄術、十手術、鉄扇術を含む内容の流派である。

## 歴史
官部嵯峨入道は竹内流を学んだ後、愛宕山に籠もり修験者から秘伝を授かり、力信流を開いたと伝えられる。江戸時代は岡山藩（現 岡山県）内のみの伝承であったが、明治時代に大阪、名古屋、静岡県方面に伝播した。
1899年（明治32年）、七代目大江安左衛門吉光、八代目に当たる岡山藩 大江和三郎家光の高弟であった第九代の大長九郎が静岡県警察部の武術教師として招聘されたことにより、当流が静岡県に伝わった。大長は鎌田忠義（和三郎の次男）と共に静岡移住後、道場「武修館」（師の道場名を使用）を開き当流を指導した。門人によって柔術、居合・剣術、棒術を分けて指導したため、流儀の免許皆伝者は輩出しなかった。その後、大長は大日本武徳会から剣道・居合術・棒術の教士号を授与され、また、昭和天皇即位を記念して開催された1929年（昭和4年）の御大礼記念天覧武道大会剣道指定選士の部に出場し、この流儀を天下に知らしめた。1945年（昭和20年）、武修館は戦災で焼失したが、1953年（昭和28年）、大長は全日本剣道連盟から居合道範士号を授与され、翌年には剣道範士号も授与された。
1955年（昭和30年）、力信流棒術は静岡県無形文化財に指定されたが、大長の没後に削除された。

## 系譜
- 流祖　官部嵯峨入道家光
- 二代　官部八郎左衛門藤光
- 三代　荒川八郎吉光
- 四代　片岡与八郎氏光
- 五代　官部逸八宗光
- 六代　杉山縫殿之助藤光
- 七代　大江安左衛門吉光

大江安左衛門以降の系譜
- 大江安左衛門吉光
  - 大江和三郎家光
    - 虫明駒七盛光
      - 安井增蔵定光
      - 宮本秀吉
      - 虫明久平

    - 大長九郎行光
      - 美和勝治郎
        - 美和靖之

      - 鎌田忠義

  - 小野田吉太郎藤光